# Tagesordnung

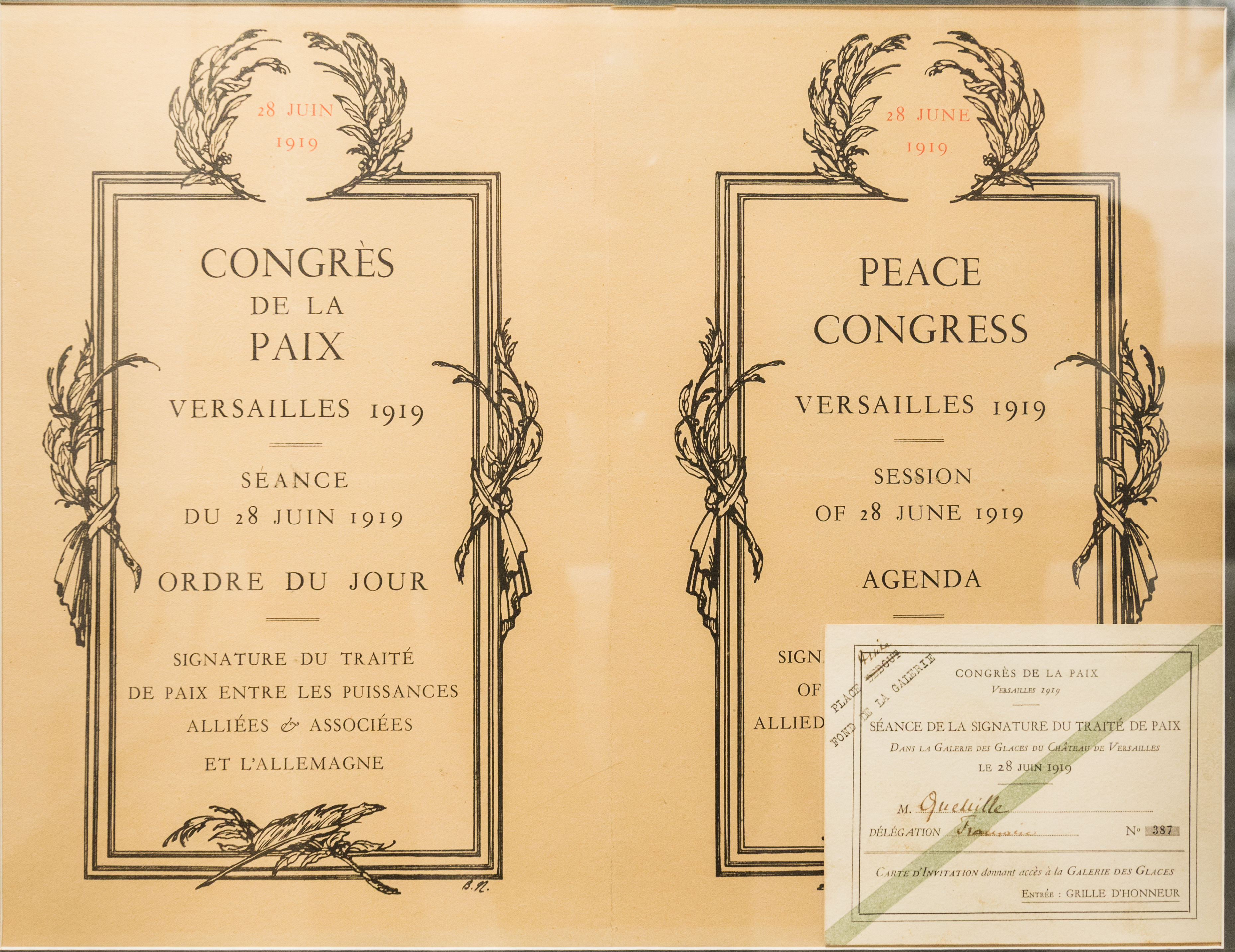
Tagesordnung zur Unterzeichnung des Friedensvertrags von Versailles, 1919, auf Französisch und Englisch

Unter einer Tagesordnung (in der Schweiz auch Traktandenliste genannt) oder Agenda versteht man die programmatische und zeitliche Gliederung eines Gesprächs.

## Allgemeines
Die Tagesordnung ist eine wichtige Hilfe für einen effizienten und zielorientierten Sitzungsverlauf und kann die „Uferlosigkeit“ von Gesprächen vermeiden. Im Voraus geplante menschliche Kontakte in Gesprächsform (wie Sitzungen, Besprechungen, Verhandlungen oder Versammlungen) bedürfen einer vorherigen Planung des Gesprächsablaufs. Dazu kann der zu besprechende Sachverhalt und das Gesprächsziel in Einzelthemen aufgegliedert werden, die als Tagesordnungspunkte (TOP, Schweiz: Traktanden) verkürzt dargestellt werden können. Die Anzahl der Tagesordnungspunkte lässt auf die Komplexität und voraussichtliche Gesprächsdauer schließen. Die Tagesordnungspunkte werden im Regelfall mit der Einladung den Teilnehmern sowie ggf. weiteren Eingeladenen zur Kenntnis gebracht.

## Wortherkunft
Die Tagesordnung ist ein missverstandenes Lehnwort aus der Tagesreihenfolge (englisch order of the day). Das englische Unterhaus (englisch House of Commons) kennt in seinem Sitzungsverlauf (englisch order of business) die erst später zu behandelnde Tagesordnung (englisch order of the day) für die öffentlichen Gesetze (englisch bills). Während der Antrag (englisch motion) von einem Parlamentsmitglied zu stellen ist und eine Debatte auslöst, beinhaltet die „order of the day“ die von der Verwaltung getroffene Anordnung, wie die Parlamentslesungen zeitlich abzuhalten waren. Erst 1854 wurde diese ungeschriebene Geschäftsordnung gesetzlich verankert. Wer einen Antrag stellen wollte, musste diesen in das Antragsbuch (englisch order-book) eintragen lassen. Es gab die Tagesordnung der künftigen Sitzungen bekannt und war ein „Vormerkbuch des Hauses“, das angemeldete Anträge, Interpellationen und bereits festgelegte Verhandlungsgegenstände enthielt.
Die Tagesordnung drang schließlich als Fachwort des Parlamentarismus nach Frankreich, wo sie im Jahre 1789 eine Lehnübersetzung zu französisch ordre du jour erfuhr. Als politisches Schlagwort kam sie ab Februar 1791 auch in deutschen Texten als „Ordnung des Tages“ vor. Für Johann Wilhelm von Archenholz galt 1793 der Begriff bereits als eingeführt, als er über die Sitzungen der Pariser Jakobiner ab dem 4. Januar 1793 berichtete.

## Tagesordnungen in Gesetzen
Für wichtige Versammlungen hat der Gesetzgeber eine Tagesordnung vorgeschrieben. Gemäß § 29 Abs. 2 BetrVG setzt der Betriebsratsvorsitzende die Tagesordnung fest und leitet die Verhandlung, dabei hat er den Arbeitgeber nach § 43 Abs. 2 BetrVG zu den Betriebs- und Abteilungsversammlungen unter Mitteilung der Tagesordnung einzuladen. Bei der Einberufung von Hauptversammlungen hat die Aktiengesellschaft nach § 121 Abs. 3 AktG die Tagesordnung anzugeben. Den Ausgangspunkt für die Tagesordnung der ordentlichen Hauptversammlung bildet § 119 Abs. 1 AktG. Die hier genannten Beschlusspunkte (§ 119 Abs. 1 Nr. 2 bis 4 AktG) sind bei jeder ordentlichen Hauptversammlung zu beachten. Auch Satzungsänderungen sowie Maßnahmen der Kapitalbeschaffung sind nach § 119 Abs. 1 Nr. 5 bzw. 6 AktG in die Tagesordnung der ordentlichen Hauptversammlung aufzunehmen. In diesem Zusammenhang ist insbesondere die Schaffung eines genehmigten Kapitals als wiederkehrendem Beschlusspunkt möglich. Die Einberufung zur Hauptversammlung hat nach § 121 Abs. 3 Satz 1 AktG auch die Tagesordnung zu enthalten. Aktionäre können hierzu nach § 126 Abs. 1 AktG bis 14 Tage vor Beginn der Hauptversammlung Gegenanträge einreichen.
In allen Parlamenten spielt die Tagesordnung eine bedeutende Rolle, so dass sie gesetzlich thematisiert ist. In § 20 Geschäftsordnung des Deutschen Bundestages ist vorgeschrieben, dass Termin und Tagesordnung jeder Sitzung mit dem Ältestenrat zu vereinbaren sind, sie ist den Mitgliedern des Bundestags, Bundesrats und der Bundesregierung mitzuteilen. Nach § 15 Abs. 5 Geschäftsordnung des Bundesrates (BRGO) sind Ort, Zeit und die vorläufige Tagesordnung jeder Sitzung der Bundesregierung mitzuteilen, er stellt durch Beschluss gemäß § 23 Abs. 2 BRGO die Tagesordnung fest. Nach § 23 Abs. 5 BRGO darf über Gegenstände, die nicht auf der Tagesordnung stehen, nicht verhandelt und beschlossen werden, wenn ein Land widerspricht. Nach § 48 GemO NRW setzt der Bürgermeister die Tagesordnung für Sitzungen des Gemeinderats fest. Er hat dabei Vorschläge aufzunehmen, die ihm innerhalb einer in der Geschäftsordnung zu bestimmenden Frist von einem Fünftel der Ratsmitglieder oder einer Fraktion vorgelegt werden.

## Vereine

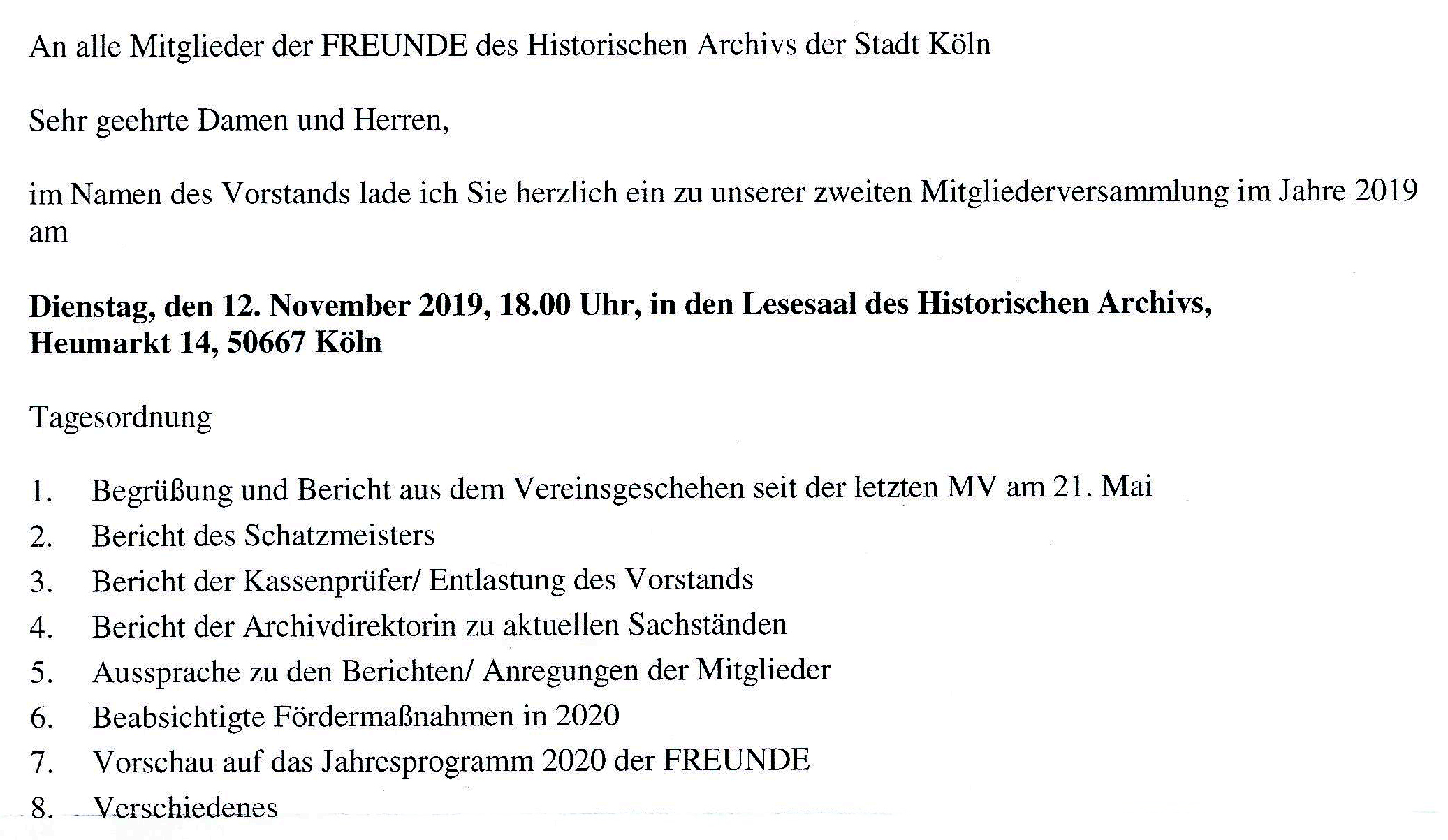
Einladung zur Mitgliederversammlung mit Tagesordnung des Vereins „Freunde des Historischen Archivs der Stadt Köln e. V.“

Auch im Vereinswesen kommt der Tagesordnung besondere Bedeutung zu. Sie ist für Mitgliederversammlungen festzulegen und im Regelfall vorab den Beteiligten zur Kenntnis zu bringen. Dabei kann in den Vereinssatzungen eine Regelung über Zeitpunkt, Fristen und Modalitäten der Bekanntgabe getroffen werden. Ein Fehler bei Erstellung, Versendung oder Beschluss der Tagesordnung kann erhebliche Rechtsfolgen haben. Ist etwa die Versendung der Tagesordnung an Versammlungsteilnehmer 14 Tage vor Versammlungsbeginn vorgeschrieben, kann eine verspätete Versendung Beschlüsse der Versammlung ungültig machen, wenn dies in Satzung, Geschäftsordnung oder durch gängige Praxis so geregelt ist. Zu Punkten, die nicht auf der Tagesordnung stehen, kann in der Regel kein Beschluss getroffen werden. Im Gesetz ist festgelegt, dass der „Gegenstand der Beschlussfassung“ bei der Einladung bezeichnet wird (§ 32 Abs. 1 BGB).

## Regeln zur Tagesordnung
Aus den gesetzlichen Regeln über die Tagesordnung lassen sich allgemeine Regeln ableiten. Die Tagesordnung wird durch den Versammlungsleiter oder die Verwaltung aufgestellt, die konkrete Tagesordnungspunkte zusammenstellen sollten („Verschiedenes“ oder „Sonstiges“ sind zu vermeiden). Eine Tagesordnung hat mit dem TOP „Eröffnung“ zu beginnen und mit „Beendigung“ zu enden. Dadurch können nur die zwischen diesen beiden TOP liegenden Inhalte Rechtswirksamkeit entfalten und beispielsweise angefochten werden. Ist bei einzelnen Tagesordnungspunkten eine Abstimmung erforderlich, so ist dies kenntlich zu machen. Bei manchen Versammlungen ist die Tagesordnung fristwahrend vor Versammlungsbeginn zu versenden, weil ansonsten die Versammlung nichtig ist. Ein Versammlungsprotokoll baut auf den Tagesordnungspunkten auf und erfasst die hierzu von den Teilnehmern vorgebrachten Beiträge.
Mit der Einladung zur Sitzung werden die Teilnehmer im Regelfall aufgefordert, Tagesordnungspunkte einzubringen. Diese werden dann – wenn keine Verfahrensfragen dagegen sprechen – auf die endgültige Tagesordnung gesetzt. Die Tagesordnung legt häufig auch fest, welche Punkte zur Information, zur Beratung oder zur Abstimmung vorgelegt werden. Wenn zu einem oder mehreren Tagesordnungspunkten ein Beschluss notwendig oder zu erwarten ist, muss diese endgültige Liste der Tagesordnungspunkte um eine festgelegte Frist vor der Sitzung ausgesandt werden, damit sich die Teilnehmer auf die dem Beschluss vorhergehende Aussprache vorbereiten können. Häufig beträgt diese Frist – je nach der Geschäftsordnung – zwei Wochen. Tagesordnungspunkte, die Beschlusscharakter haben, müssen den Beschlussgegenstand eindeutig bezeichnen. Gibt ein Thema Anlass zu Unklarheiten, ist es nicht entscheidungsreif oder ist die Entscheidungsfindung in sonstiger Weise schwierig, kann es auf die nächste Sitzung vertagt werden, um zusätzliche Unterlagen oder gesonderte Beratungen zu ermöglichen.

## Inhalt einer Tagesordnung bzw. Traktandenliste
Bei Sitzungen von Gremien ist folgende Reihenfolge möglich:
1. Eröffnung
2. Feststellung der Anwesenheit
3. Feststellung der Beschlussfähigkeit
4. Wahl von Stimmenzähler(n) und Protokollführer
5. Bericht des Vorsitzenden/Präsidenten und ggf. weiterer Amtsträger
6. Entlastung / Décharge
7. Thema 1
8. Thema 2 usw.
9. Termin der nächsten Sitzung
10. Beendigung.

Bei Sitzungen von Arbeitsgruppen entfallen die auf die Fassung von Beschlüssen bezogenen Tagesordnungspunkte. Weitere formale oder teils formale und teils inhaltliche Tagesordnungspunkte wie Informationsrundlauf, Beschluss der Tagesordnung oder Wahl der Sitzungsleitung finden sich auf Tagesordnungen unterschiedlicher Gremien, je nach demokratischer und organisatorischer Struktur und gängiger Praxis.

## Zweck
Die Tagesordnung legt die in der Sitzung zu behandelnden Themen fest, um eine Aussprache und gegebenenfalls eine Beschlussfassung zu ermöglichen. Eine weitere Aufgabe einer Tagesordnung besteht darin, die Mitglieder eines Gremiums oder einer Arbeitsgruppe im Vorfeld über die zu beratenden und zu beschließenden Themen zu unterrichten und diesen dadurch eine ordnungsgemäße Vorbereitung auf die Sitzung zu ermöglichen. Damit ermöglicht eine durch eine Tagesordnung vorbereitete Gremien- oder Arbeitsgruppensitzung im Gegensatz zum bloßen Umlaufverfahren eine Einwirkung auf die Meinungsbildung anderer Mitglieder. Deshalb ist es bedeutsam, wer Einfluss auf die Aufstellung der Tagesordnung hat, wann den Mitgliedern die Tagesordnung bekanntgemacht wird und ob später die Tagesordnung geändert werden kann. Solche Verfahrensfragen werden häufig in einer Geschäftsordnung festgelegt.
Bei vielen Tagesordnungspunkten dient die Tagesordnung als Gedankenstütze und erinnert an die noch nicht abgearbeiteten Themen. Die Teilnehmer können die Tagesordnung als roten Faden des Gesprächsablaufs bei ihrer Orientierung verwenden. Sie dient im Rahmen des Zeitmanagements als Kontrollinstrument, ob die vorgesehenen Zeitspannen eingehalten werden können. Zudem dient sie als Disziplinierungsinstrument, damit die Teilnehmer weniger leicht vom Thema abweichen können. Geschieht dies doch, kann der Versammlungsleiter jederzeit „zur Tagesordnung aufrufen“.